# 魔女宅急便 (2014年電影)
《魔女宅急便》（日语：魔女の宅急便）是改編自日本小說家角野榮子創作的同名小說《魔女宅急便》系列的第一、二集故事內容、由清水崇執導在2014年3月上映的電影。

## 劇情簡介
出生於魔女家庭、13歲的少女琪琪，為了能成為真正魔女的修行試練而離開家鄉。
之後來到新城鎮生活後的琪琪，靠著唯一擅長的飛行魔法經營了替人遞送東西的宅急便。而經營宅急便的過程中，琪琪經歷面臨了各種不同人事物；讓她有所慢慢成長。

## 製作內容

### 經緯
在《魔女宅急便》真人電影版正式消息發佈前，曾被流傳出電影內容是改編自吉卜力工作室於1989年推出的同名動畫《魔女宅急便》，但此消息隨後遭吉卜力工作室否認。而電影版的內容仍是基於角野榮子的小說為主。另更早之前西方的好萊塢便有計畫拍攝《魔女宅急便》真人電影版，但隨後並未實現。
此片的執行製作人森重晃會選用以拍攝恐怖片為主的清水崇作為導演，原因在於清水崇比他內心其他導演名單人選更具動機、而且先前拍攝恐怖片累積的視覺特效處理經驗也有一定水準。而清水崇也表示著「先前吉卜力工作室推出的《魔女宅急便》動畫內容已深植人心，要再推出以真人改編的作品的確容易遭受批評，但是值得挑戰。」
飾演此片女主角的人選為小芝風花，是在超過500人名單中決定的人選。但小芝風花作為飾演魔女琪琪一事、隨後遭不少不看好的網路用戶在她的個人部落格上批評，不過小說原作者角野榮子在拍攝現場觀看小芝風花的演出後，則表示著「樣子很棒、我一直很想看到活生生的琪琪出現。」而角野榮子本人也在本片擔任旁白及客串一角。

### 選景
影片中採用的場景以位於瀨戶內海的小豆島為主，是因此地能呈現出歐洲地中海的風味。而當地的旅遊中心也以此拍片一事、發佈各種宣傳新聞。

### 演出人員
- 琪琪：橫溝菜帆（嬰兒時期）、原涼子（小女孩時期）、小芝風花（少女時期）（粵語配音：黃山怡）
- 吉吉：壽美菜子（配音）
- 蜻蜓：廣田亮平
- 可琪莉夫人：宮澤理惠（粵語配音：潘芳芳）
- 歐其諾：筒井道隆（日语：筒井道隆）
- 索娜：尾野真千子
- 索娜的丈夫：山本浩司（日语：山本浩司）
- Yuri：yuri
- 廣播DJ：LiLiCo（日语：LiLiCo）
- 園長：志賀廣太郎（日语：志賀廣太郎）
- 拿麵包的客人、旁白：角野榮子

### 製作人員
- 原作：角野榮子
- 原著：魔女宅急便小說系列第一集《魔女宅急便》、第二集《魔女宅急便2 琪琪的新魔法》
- 導演：清水崇
- 影片製作人：梅川治男
- 執行製作人：森重晃、修健
- 策劃製作人：梶川信幸
- 劇本：奥寺佐渡子、清水崇
- 攝影：谷川創平
- 照明：金子康博
- 美術：岩城南美子
- 特效監製：秋山貴彥
- 音樂：岩代太郎
- 音效：柴崎憲治
- 錄音：深田晃
- 剪輯：高橋步
- 企劃：小川富子、SPACE POND
- 配給：東映
- 特別協力：大和、Jumbo Ferry海運
- 製作工作室：Studio Three
- 製作委員會：魔女宅急便Film Partners（Studio Three、東映、北京泰樂國際文化發展、KADOKAWA、D.N Dream Partner、Oricom、日本電視台、木下工務店、EDKO FILMS LTD.、Being Inc.、Kodama印刷、讀賣新聞、MY Promotion、讀賣電視台）

### 主題歌
- 《Wake Me Up》

作詞、作曲：倉木麻衣、德永曉人 / 演唱：倉木麻衣

### 插曲
- 《Voice》

作詞：Natsumi Kobayashi・MIHIRO
作曲：MIHIRO
演唱：Yuri

## 發行上映
電影於2014年3月1日在日本上映後，在該週内獲得票房第3名、收入1億2千日圓以上的成績。而此片後續也決定在台灣、香港、新加坡等海外地方上映，主要演員小芝風花則對於能在海外上映一事表示著「能夠讓世界看到日本自然風貌、我由衷開心及感激。」

## 評價
網站亞洲電影資訊認為就此片女主角小芝風花在飾演劇中13歲的琪琪而言；外型過於成熟，而電影裡的視覺特效並未讓人特別驚豔，整體給予10分裡的4分成績。美國娛樂週刊《綜藝》則表示片中的視覺效果缺乏特色，而岩代太郎創作的配樂對於此部內容輕快的影片來說，似乎有些過多修飾。

## 外部連結
- （日語）《魔女宅急便》電影官方網站 （页面存档备份，存于）